# De tweeling van Saturnus
De tweeling van Saturnus is het dertigste stripalbum uit de Yoko Tsuno-reeks van Roger Leloup. De strip werd voor het eerst uitgegeven bij Dupuis in 2022. 